# Stiganosi
Stiganosi est une montagne située dans le comté de Vestland, dans l'Ouest norvégien. Elle atteint une altitude de 1 761 m, dominant la vallée d'Undredal à l'est et le Nærøyfjord à l'ouest. La montagne est incluse dans le site naturel du patrimoine mondial de l'UNESCO des fjords de l'Ouest de la Norvège.